# Michelangelo Riccardo Tiribilli
Michelangelo Riccardo Tiribilli (ur. 18 marca 1937 we Florencji, zm. 11 kwietnia 2025 w Seregno) – włoski duchowny rzymskokatolicki, benedyktyn, w latach 1992-2010 opat terytorialny Monte Oliveto Maggiore.

## Życiorys
Święcenia kapłańskie przyjął 2 lipca 1961. 16 października 1992 został mianowany opatem terytorialnym Monte Oliveto Maggiore. 21 października 2010 przeszedł na emeryturę.